# Mittelfränkisches Becken
Das Mittelfränkische Becken ist eine flache bis hügelige Landschaft in Franken und zu einem kleinen Teil in Baden-Württemberg. 

## Geographie
Mit seinen 2200 Quadratkilometern Fläche ist es eine Haupteinheit in der naturräumlichen Haupteinheitengruppe Fränkisches Keuper-Lias-Land im Südwestdeutschen Schichtstufenland. Es grenzt – im Norden beginnend – an das Itz-Baunach-Hügelland, das Vorland der Nördlichen, der Mittleren und der Südlichen Frankenalb, an das Östliche Albvorland (der Schwäbischen Alb), an die Schwäbisch-Fränkischen Waldberge, an die Frankenhöhe, den Steigerwald und die Haßberge.
Die nördliche Grenze liegt nördlich von Nürnberg, im Osten etwa auf einer Linie von Röthenbach an der Pegnitz nach Freystadt, im Süden auf Höhe von Gunzenhausen und im Westen etwas westlich von Ansbach. Im Südwesten gibt es eine Ausbuchtung, die über Dinkelsbühl hinaus bis zur A 7 reicht.
Die Flüsse Zenn, Bibert, Schwabach, Mittlere Aurach und Fränkische Rezat gliedern das Mittelfränkische Becken. Sie haben sich in den dort dominierenden Sandsteinkeuper und zum Teil auch bis in den Gipskeuper eingeschnitten. In dem Gebiet wird intensiv Landwirtschaft betrieben, Ackerflächen, Grünland und Waldgebiete wechseln dabei kleinräumig.

## Naturräumliche Gliederung
Das Mittelfränkische Becken gliedert sich in:
- 113 Mittelfränkisches Becken (3996,10 km²)[5]
  - 113.0 Dinkelsbühler und Feuchtwanger Hügelland[6]
    - 113.00 Dinkelsbühler Hügelland
    - 113.01 Königshofener Heide

  - 113.1 Feuchtwanger Becken
  - 113.2 (alt) Feuchtwanger Hügelland[7]
  - 113.2 Ansbacher Hügelland
    - 113.20 Südliches Ansbacher Hügelland
    - 113.21 Ansbacher Talkessel
    - 113.22 Nördliches Ansbacher Hügelland

  - 113.3 Südliche Mittelfränkische Platten
    - 113.30 Ornbau-Gunzenhäuser Altmühltal
    - 113.31 Bibert-Schwabach-Rezat-Platten
    - 113.32 Cadolzburger Höhenzug
    - 113.33 Südliches Vorland des Spalter Hügellandes (mit Brombachgrund)
    - 113.34 Östliches Vorland des Spalter Hügellandes
    - 113.35 Rednitzaue

  - 113.4 Spalter Hügelland
    - 113.40 Südliches Spalter Hügelland
    - 113.41 Nördliches Spalter Hügelland
    - 113.42 Spalter Talkessel
    - Zeugenberge
      - 113.43 Abenberger Hügelgruppe (bis 430 m)
      - 113.44 Heidenberg (bis 462 m)

  - 113.5 Nürnberger Becken mit Sandplatten
    - 113.50 Rother Sandplatten
    - 113.51 Reichelsdorfer Schotterterrassen
    - 113.52 Lorenzer Reichswald
    - 113.53 Stadtgebiet Nürnberg–Fürth
    - 113.54 Altdorfer Dünengebiet
    - 113.55 Knoblauchsland
    - 113.56 Röthenbacher Sandplatte und Pegnitzaue
    - 113.57 Sebalder Reichswald

  - 113.60 Aurach-Zenn-Platten[8]
  - 113.7 Aischtal und Aischgrund
  - 113.8 Ebrach-Aisch-Platten
  - 113.9 Bamberger Rhät-Lias-Hügelland